# Portrait de Barbara Pallavicino
Le Portrait de Barbara Pallavicino est une peinture à l'huile sur panneau (46,5 × 35,2 cm) du peintre italien de la Renaissance Alessandro Araldi, réalisée vers 1510 environ et conservée à la Galerie des Offices à Florence.

## Histoire et description
L'œuvre, que l'on a longtemps attribuée à Piero della Francesca, se réfère aux portraits de profil de Bernardo Zenale et Ambrogio de Predis, eux-mêmes influencés par le modèle de Léonard de Vinci. Barbara Pallavicino, probablement objet de la peinture, est illustrée strictement de profil sur un fond sombre, habillée richement et avec une certaine fraîcheur de ton qui la font ressembler à l'effigie d'un camée comme le sont les figures de nobles figurant sur les monnaies et médailles.

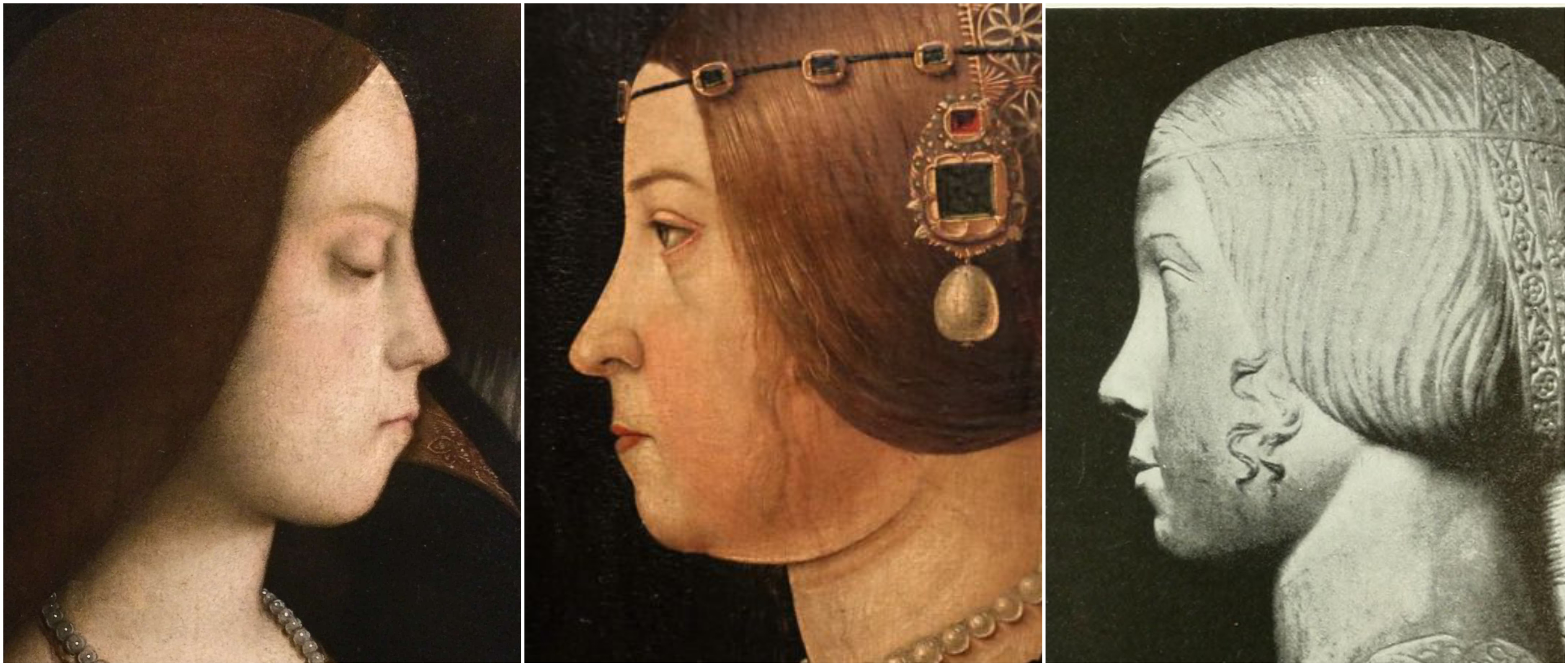
Comparaison du Portrait de Barbara Pallavicino avec certains de Barbara elle-même (à gauche) et de Béatrice d’Este (à droite). Les deux femmes sont très similaires, mais la duchesse Béatrice a un regard plus ouvert, des lèvres plus pleines et une courbe de menton plus marquée que la femme dans le tableau. Avec Barbara, en revanche, il y a une similitude totale.

Dans le passé, il avait également fait le nom de Béatrice d'Este, qui aurait été représentée au moment du mariage (1491). En fait, le collier avec pendentif que porte la noble femme semble correspondre à la description faite par la duchesse Éléonore d’Aragon sur le cadeau de mariage envoyé par Ludovico Sforza à sa fille,.

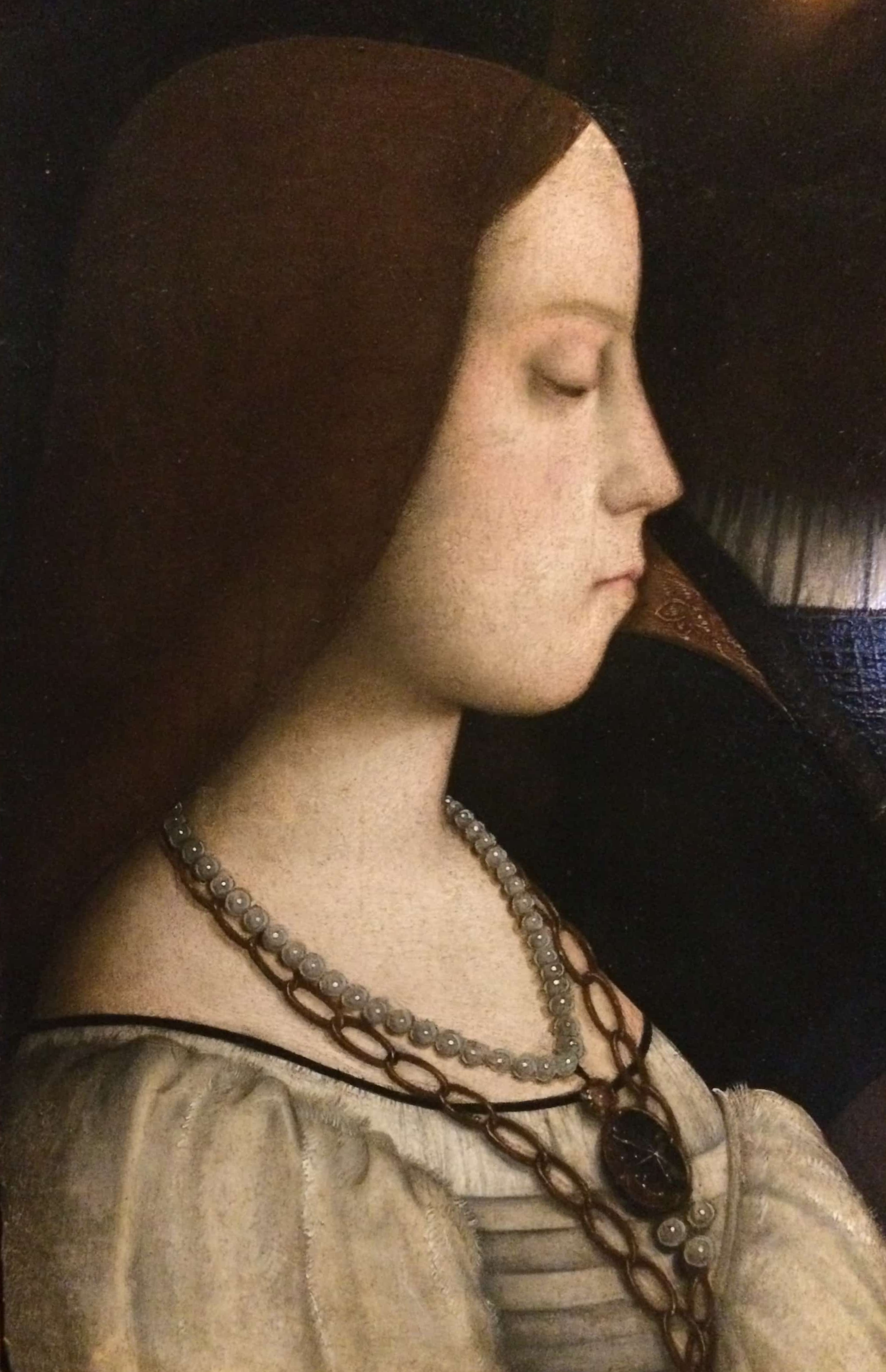
Barbara Pallavicino

La coiffure élaborée avec la queue serrée de rubans (le coazzone), la richesse des bijoux, avec de nombreuses perles, sont particulièrement remarquables. Le ruban sur le front est typique de la cour de Milan, ainsi que la richesse de la robe aux manches amovibles, le tout décorée d'incrustations et de  broderies. Même ces derniers détails, à savoir la robe et la coiffure, orienteraient la datation autour de la dernière décennie du XVe siècle, conformément à la mode milanaise de l’époque.